# Асанте, Амма (политик)
Амма Асентеваа Асанте (род. 14 мая 1972 или 1972, Кумаси) — нидерландский политик. Она была членом муниципального совета Амстердама с 1998 по 2006 год и депутатом Палаты представителей Нидерландов от Партии труда с 2016 по 2017 год.

## Ранние годы
Амма Асентеваа Асанте родилась 14 мая 1972 года в Кумаси в Гане. Её отец изначально был нелегальным иммигрантом в Нидерландах, но в 1975 году он стал легальным резидентом благодаря общему помилованию. Ради воссоединения семьи Асанте и её мать переехали в Нидерланды в 1978 году. Её отец был фабричным рабочим, а мать горничной.
Асанте изучала политологию в Амстердамском университете.

## Политика
Асанте является членом Партии труда.
С мая 1998 года по март 2006 года она была членом муниципального совета Амстердама.
Асанте заняла 50-е место в списке кандидатов от Партии труда на парламентских выборах 2012 года в Нидерландах. Она получила 4549 преференциальных голосов, но изначально не была избрана. Она была под номером 36 в списке кандидатов Партии труда на выборах в Европейский парламент 2014 года. Она получила 574 преференциальных голоса, но не была избрана.
Асанте стала депутатом Палаты представителей 7 сентября 2016 года, когда она заменила Таню Джаднанансинг. Она представляет партию по вопросам высшего образования. Она была под номером 36 в списке кандидатов от Партии труда на парламентских выборах в Нидерландах 15 марта 2017 года. Партия труда получила девять мест на выборах, поэтому Асанте покинула Палату представителей 23 марта 2017 года. Она была под номером 47 в списке кандидатов от Партии труда на парламентских выборах в Нидерландах 17 марта 2021 года.
С 15 сентября 2022 года Асанте назначена председателем Управления по делам СМИ.

## Личная жизнь
Асанте замужем, имеет двух дочерей. Она живёт в Бадхуведорпе.
Асанте — христианка-протестантка, посещает часовню Триумфальной веры в Бадхуведорпе, где её муж является пастором. В 2016 году, когда её спросили, почему она не является членом конфессиональной политической партии, Асанте сказала: «Христианство и социал-демократия очень похожи. Я прекрасно себя чувствую в Партии труда, я чувствую себя там как дома. Моя идентичность определяется не только моей религией».